# Nguyễn Văn Phúc (nhà cách mạng)
Nguyễn Văn Phúc hay Nguyễn Phúc (1903 -1946) là một nhà cách mạng Việt Nam.

## Thân thế
Ông người làng Trung Nghĩa, nay thuộc xã Liên Minh, huyện Vụ Bản, tỉnh Nam Định. Tên khai sinh là Nguyễn Văn Xuân, biệt hiệu Nam Hồng. Học trường Thành Chung (Nam Định).

## Cuộc đời
Năm 1927 ông được kết nạp vào Hội Việt Nam Cách mạng Thanh niên, đầu năm 1929 làm Bí thư Tỉnh bộ Nam Định. Tháng 4-1929 được Kỳ bộ Bắc Kỳ điều lên công tác và tham gia phong trào vô sản hóa ở Hà Nội, trở thành một trong những đảng viên đầu tiên của Đảng Cộng sản Đông dương.
Cuối 1929 đầu 1930, ông là cán bộ thoát ly, công tác ở Tỉnh ủy Thái Bình. Tháng 5-1931 ông bị bắt cùng Phạm Quang Lịch, Nguyễn Văn Ngọ, Quách Đình Thát, Nguyễn Thế Long, Đặng Trần Quý kết án 20 năm khổ sai, trải qua các nhà tù Hỏa Lò, Sơn La, Côn Đảo.
Tháng 9-1936 ông được đưa về quản thúc tại quê nhà. Thời gian này, Nguyễn Văn Phúc đã liên lạc với Tỉnh ủy Nam Định, gây dựng chi bộ Đảng đầu tiên của huyện Vụ Bản.
Năm 1938, ông được Đảng cử làm quản trị các tờ báo công khai như Tin tức, Lao động của Mặt trận Dân chủ Đông Dương.
Năm 1939 ông lại bị bắt, bị kết án 3 năm tù, đầy đi Sơn La, phát vãng đến các trại Bá Vân (Thái Nguyên), Nghĩa Lộ (Yên Bái).
Năm 1945 ông vượt ngục, tham gia lãnh đạo phong trào cách mạng và ngày 20-8-1945 tổ chức cuộc khởi nghĩa giành chính quyền ở Yên Bái. Ông được cử làm Phó Chủ tịch Ủy ban Cách mạng lâm thời tỉnh Yên Bái. Ông bị đảng viên Quốc dân Đảng bắt cóc vào tháng 11 và bị sát hại vào tháng 6 năm 1946.